# 卡尔维纳
卡尔维纳（捷克語：Karviná）是位于捷克东部摩拉维亚-西里西亚州奥尔扎河畔的一座城市，人口约4.9万（2025年）。
49°51′15″N 18°32′34″E / 49.8542°N 18.5428°E